# Сулицер, Поль-Лу
Поль-Лу Сулицер (Сулитцер; фр. Paul-Loup Sulitzer; 22 июля 1946, Булонь-Бийанкур — 6 февраля 2025, Маврикий) — французский писатель, автор бестселлеров.

## Биография
Родился в еврейской семье из Румынии. Эксперт по финансово-экономическим вопросам, создал серию бестселлеров в жанре «экономического детектива». Главный герой романа «Зелёный король» — австрийский еврей, бывший узник нацистских концлагерей, организует сначала бизнес по доставке прессы в США, а затем за несколько лет создаёт 1687 различных компаний, фирм, акционерных обществ и становится самым богатым человеком планеты. Однако его личная жизнь покрыта завесой тайны. Захватывающий сюжет романа сочетается с безупречным знанием законов западного бизнеса.
В 1987 году благодаря журналисту и литературному критику Бернару Пиво становится известно, что для написания нескольких своих романов, в частности романа «Зелёный король» Сулицер использовал «литературного негра», им был писатель Лу Дюран (фр. Loup Durand).
Сулицер — заметная фигура французского бомонда. Он несколько раз играл в кино. В 1994 году, похудев на 26 килограммов, он опубликовал книгу с описанием собственной диеты.
В 2005 году писатель был приговорён к шести месяцам тюрьмы условно и штрафу в размере 10 тысяч евро. Такой вердикт вынес Парижский уголовный суд, который признал автора бестселлера «Деньги» виновным в том, что в 1998 году он утаил от налогообложения 195 тысяч евро, полученные как гонорар за «советы по созданию имиджа» от скандально известного предпринимателя Пьера Фалькона. Прокурор настаивал на более суровом приговоре — год тюрьмы условно и штраф в размере 30 тысяч евро, однако суд счёл возможным смягчить вердикт. Суд также постановил, что текст приговора должен быть за счёт Сулицера опубликован в газетах «Фигаро» и «Либерасьон», а также размещён на доске объявлений в мэрии того парижского округа, где проживает писатель.
Поль-Лу Сулицер скончался 6 февраля 2025 года от инсульта в больнице на Маврикии в возрасте 78 лет.